# Srby (okres Plzeň-jih)
Srby (německy Sirb) jsou obec v okrese Plzeň-jih v Plzeňském kraji. Žije zde 169 obyvatel.

## Historie
Nad soutokem Úslavy a Čížkovského potoka se nachází lomem z velké části odtěžená skála, na které se v pravěku nacházelo eneolitické výšinné sídliště. Archeologický výzkum z počátku šedesátých let dvacátého století zde odhalil ohniště, množství keramických zlomků, přeslenů, paličku z jeleního parohu a drtidla na obilí, které patřily lidu chamské kultury.
První písemná zmínka o obci pochází z roku 1558. V roce 1960 bylo projednáváno sloučení obce s Vrčení a Sedlištěm, které však nakonec nebylo provedeno.

## Obyvatelstvo
| Rok            | 1869 | 1880 | 1890 | 1900 | 1910 | 1921 | 1930 | 1950 | 1961 | 1970 | 1980 | 1991 | 2001 | 2011 | 2021 |
| -------------- | ---- | ---- | ---- | ---- | ---- | ---- | ---- | ---- | ---- | ---- | ---- | ---- | ---- | ---- | ---- |
| Počet obyvatel | 326  | 326  | 388  | 391  | 378  | 411  | 427  | 366  | 344  | 287  | 242  | 194  | 165  | 171  | 155  |
| Počet domů     | 38   | 51   | 55   | 56   | 58   | 61   | 73   | 88   | 90   | 91   | 80   | 97   | 99   | 101  | 107  |

## Obecní správa
Mezi lety 1850–1960 byly Srby obcí v okrese Přeštice (1850–1930), posléze v okrese Blovice (1950) a později v okrese Plzeň-jih. V letech 1960–1990 patřily jako část obce k Vrčeni a od 1. září 1990 jsou opět samostatnou obcí.

## Pamětihodnosti
- Sídliště Velký Kámen, archeologické naleziště v polesí Chejlava
- Hamr Vilímov